# Mohamed Hicham
Mohamed Hicham est un acteur français.
Il débute au cinéma en 2000 dans le rôle de Kader dans Meilleur Espoir féminin de Gérard Jugnot et dans Le Cœur à l'ouvrage de Laurent Dussaux. Il interprète des rôles dans plusieurs téléfilms comme dans SOS 18 ou Furieuse.
En 2003, Mohamed Hicham interprète le rôle de Selim, un jeune gay beur s'adonnant à la prostitution masculine dans Un fils d'Amal Bedjaoui et exprime le rapprochement difficile avec son père.
Il obtient une licence d’études cinématographiques à l’Université de Jussieu. Il joue dans Le Bonheur, c’est mieux de Claude Lelouch.
Il joue le rôle de Nouredine dans  l'épisode  "le tableau noir" Josephine ange gardien (saison 2)

## Filmographie partielle

### Cinéma
- 2000 : Meilleur Espoir féminin de Gérard Jugnot : Kader Achour
- 2003 : Un fils d'Amal Bedjaoui : Salim
- 2009 : Victor de Thomas Gilou : Paco
- 2012 : Pauvre Richard de Malik Chibane : Mourad

### Télévision
- 1998 : Julie Lescaut, épisode 2 saison 7, Bal masqué de Gilles Béhat : Djamel
- 1999 : Navarro - épisode #11.4 Avec les loups de Patrick Jamain - Karim
- 2000 : Navarro - épisode #12.3 L'émeute de Gilles Béhat - Frère de Nasser
- 2011 : Furieuse de Malik Chibane
- 1999-2004 : Les Monos - épisode #1.1 : La vallée des légendes (série) -  Matéo
- 2005-2010 : SOS 18 - 36 épisodes - Djamel Khayeb
- 2012 : Le juge est une femme - épisode #17.3 : Meurtre discount de René Manzor - Karim Benaoui
- 2015 :  Plus belle la vie
- 2015 : Section de recherches - épisode #9.10 La règle du jeu : Samir Bakar
- 2017 : Le juge est une femme - épisode #14.10 : Une femme d'influence de Eric Le Roux - Gabriel Zayat
- 2019 : Munch, saison 3 épisode 3 :  Rachid Kalfa

## Théâtre
- 2002 : Le Collier d'Hélène de Carole Fréchette, mise en espace Michel Dumoulin et Bertrand Daizis, Festival de théâtre Nava Limoux